# オテロ郡 (コロラド州)

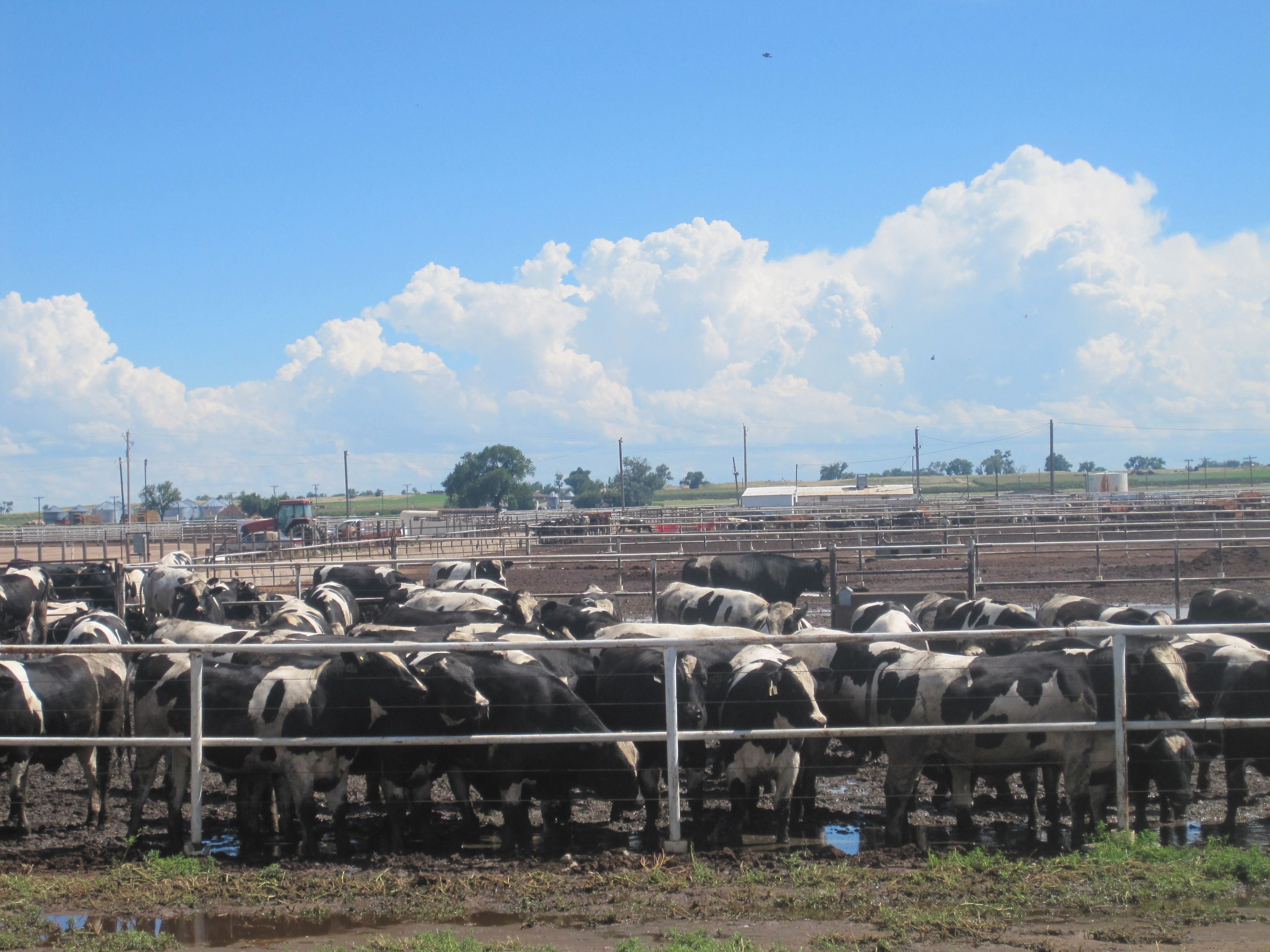
ロッキーフォードの牧場

オテロ郡（Otero County）は、アメリカ合衆国コロラド州に位置する郡である。人口は18,690人（2020年） 。郡庁所在地はラフンタ（La Junta）である。ラフンタの町の創設者として著名なスペイン人家族の一人であるミカエル・アントニオ・オテロにちなんで名付けられた。

## 地理

コロラド州内の位置

総面積は3,289 km² (1,270 mi² )、陸地面積は3,271 km² (1,263 mi²)で水地面積は18 km² (7 mi²)、水地は全体の0.54%である。

## 近接する郡
- クロウリー郡 - 北
- カイオワ郡 - 北東
- ベント郡 - 東
- ラスアニマス郡 - 南
- プエブロ郡 - 西

## 人口統計
以下は2000年国勢調査における人口統計データである。
| 基礎データ - 人口: 20,311人 - 世帯数: 7,920世帯 - 家族数: 5,472家族 - 人口密度: 6/km² (16/mi²） - 住居数: 8,813軒 - 住居密度: 3/km² (7/mi²) 人種別人口構成 - 白人: 79.02% - アフリカン・アメリカン: 0.76% - ネイティブ・アメリカン: 1.43% - アジア人: 0.70% - 太平洋諸島系:0.08% - その他の人種: 15.06% - 混血(2人種間以上の): 2.96% - ヒスパニック・ラテン系: 37.62% 世帯と家族（対世帯数） - 全世帯数: 7,920 - 18歳未満の子供がいる: 32.20% - 結婚・同居している夫婦: 52.70% - 未婚・離婚・死別女性が世帯主: 12.00% - 非家族世帯: 30.90% - 単身世帯: 27.80% - 65歳以上の老人1人暮らし: 12.90% - 平均構成人数 - 世帯: 2.49人 - 家族: 3.04. | 年齢別人口構成 - 18歳未満: 26.90% - 18-24歳: 8.90% - 25-44歳: 24.40% - 45-64歳: 23.40% - 65歳以上: 16.50% - 年齢の中央値: 38歳 - 性比（女性100人あたり男性の人口） - 総人口: 95.60人 - 18歳以上: 91.50人 収入と家計 - 収入の中央値 - 世帯: $29,738米ドル - 家族: $35,906米ドル - 性別 - 男性: $26,996米ドル - 女性: $21,001米ドル - 人口1人あたり収入: $15,113米ドル - 貧困線以下 - 対家族: 14.20% - 対人口: 18.80% - 18歳未満: 25.90% - 65歳以上: 11.80% |

## 都市
- ラフンタ（郡庁所在地）
- ロッキーフォード

## 史跡
- ベントズ・オールド・フォート国立史跡
- サンタフェ国指定歴史街道